# Fabricio Fuentes
Fabricio Fabio Fuentes (Las Acequias, Córdoba, Argentina, 13 de octubre de 1976) es un exfutbolista argentino que jugó para el Club Atlético Newell's Old Boys. Actualmente se encuentra retirado.

## Trayectoria
Se formó en las inferiores de Club Atlético Talleres de Las Acequias, pero realizó las divisiones inferiores en Newell's Old Boys de Rosario. Jugó cedido en Quilmes de la Primera "B" Nacional, regresando a Newell's un año más tarde. 
En 2001 fue adquirido por el Club Atlético Vélez Sarsfield para sustituir a Sebastián Méndez, vendido al Celta de Vigo esa temporada. Con el equipo de Liniers jugó hasta 2003, teniendo una muy destacada actuación en el Torneo Clausura de ese año. Previamente a la iniciación de dicho campeonato, Vélez lo había vendido al Querétaro de México para jugar la siguiente temporada. Sin embargo, no llegó a jugar con su nuevo equipo ya que este mismo lo vendió al Guingamp francés aprovechando la revalorización del jugador en el anterior campeonato. Con el equipo francés jugó pocos partidos antes de regresar a principios de 2004 a Vélez.
En su segunda etapa con el club fue el capitán del equipo que ganó el Torneo Clausura 2005 cortando una racha de 7 años sin títulos para la institución. Para "El Fortín" disputó 136 partidos locales e internacionales y marcó 11 goles. Tras ese campeonato fue nuevamente vendido al fútbol mexicano, esta vez al Atlas donde estuvo una temporada hasta ser adquirido por el Villarreal CF de España.
Su presencia en el equipo castellonense fue decreciendo con el paso de las temporadas. La campaña 2009/10, durante el mercado de invierno, fue traspasado de nuevo al Atlas por dos años.

## Selección nacional
Con la selección argentina jugó un partido amistoso, ante México, en 2005 donde su combinado nacional actuó solo con jugadores del campeonato local. Tuvo el infortunio de marcarse un gol en propia meta, en un encuentro que terminó en empate a uno. 
En 2006, el seleccionador de Argentina, Alfio Basile, volvió a convocarlo para jugar partidos amistosos, pero no ingresó en ninguno.

## Clubes
| Club               | País      | Año       |
| ------------------ | --------- | --------- |
| Newell's Old Boys  | Argentina | 1994-2001 |
| → Quilmes (cedido) | Argentina | 1997-1998 |
| Vélez Sársfield    | Argentina | 2001-2003 |
| EA Guingamp        | Francia   | 2003-2004 |
| Vélez Sarsfield    | Argentina | 2004-2005 |
| Atlas              | México    | 2005-2006 |
| Villarreal CF      | España    | 2006-2009 |
| Atlas              | México    | 2010      |
| Newell's Old Boys  | Argentina | 2011      |

## Palmarés

### Campeonatos nacionales
| Título           | Club            | País      | Año    |
| ---------------- | --------------- | --------- | ------ |
| Primera División | Vélez Sarsfield | Argentina | C-2005 |